# Pedro Velarde y Santillán

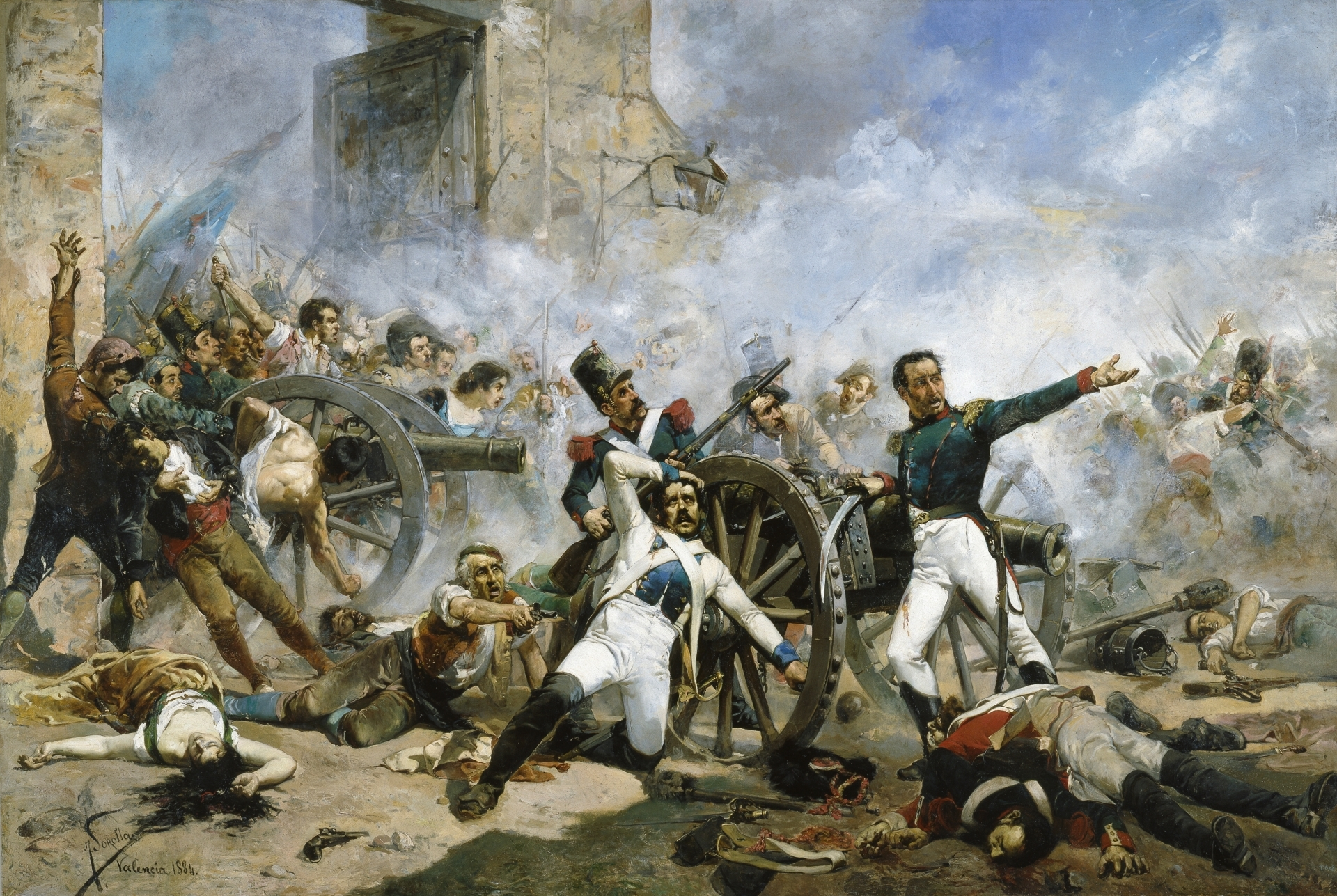
De verdediging van de artillerie van het Monteleón Park, schilderij van Joaquín Sorolla

Pedro Velarde y Santillán (Camargo, 25 oktober 1779 - Madrid, 2 mei 1808) was een Spaanse artilleriecommandant en werd na zijn dood tijdens de Opstand van Dos de Mayo een nationale held.

## Biografie
Pedro Valerde werd geboren in een Cantabrische familie uit Camargo. In 1793 ging hij studeren aan het artilleriecollege in Segovia. Zes jaar later studeerde hij af als luitenant. In 1800 was hij als commandant actief in de Sinaasappeloorlog tegen Portugal. Na de afloop van die oorlog keerde hij terug naar het artilleriecollege om daar als instructeur les te geven.
In 1806 werd hij benoemd tot commandant van de artillerietroepen in Madrid. Toen op 2 mei 1808 de Opstand van Dos de Mayo los brak, stuurde Velarde zijn 37 soldaten de straten op om tegen de Franse soldaten te vechten, maar samen met zijn collega Luís Daoíz Torres moest hij de Spaanse kazerne bij Monteleón tegen de Fransen verdedigen. Tijdens de gevechten voor de kazerne stierven Velarde en Torres.

## Verering
Nadat hij gestorven was voor de kazerne bij Monteleón, werd zijn lijk tussen de andere doden gevonden en kreeg hij een begrafenis. Ten tijde van de Spaanse Onafhankelijkheidsoorlog was Velarde een martelaar en held voor het Spaanse volk tegen de Franse bezetter. De plek waar de kazerne lag en waar Velarde is gestorven, is tegenwoordig omgedoopt tot het Plaza Dos de Mayo.